# لويس غارسيا (لاعب كرة قدم مواليد 1993)
لويس غارسيا (بالإسبانية: Luis García Bañuelos) هو لاعب كرة قدم مكسيكي، ولد في 25 مارس 1993 في مازاتلان في المكسيك.

## وصلات خارجية
- لويس غارسيا (لاعب كرة قدم مواليد 1993) على موقع Soccerway.com (الإنجليزية)